# Avidemux
Avidemux — вільне програмне забезпечення з відкритим початковим кодом, що надає можливості для швидкого і нескладного редагування відеофайлів (видалення непотрібних частин, накладення фільтрів і подальшого кодування). Виконання завдань може бути автоматизоване за допомогою черг виконання завдань, написання скриптів та створення проєктів.  Підтримується робота з різними типами відео (серед яких AVI, MPEG, MP4/MOV, OGM, ASF/WMV, VOB, MKV і FLV), є багатий набір фільтрів. Avidemux чудово працює з кодеками x264, Xvid, LAME, TwoLAME, Aften та іншими.
Вважається однією з найбільш легкого програмою у своєму класі та відрізняється високою швидкістю обробки. Avidemux написано на C/C++, з використанням або GTK+, або Qt — інструментарію для створення графічного інтерфейсу, або можлива робота з інтерфейсом командного рядка.
Існують версії під Linux, BSD, Mac OS X і Windows.